# Shalom Auslander
Shalom Auslander (* 1970 in Monsey, New York) ist ein US-amerikanischer Autor und Essayist.

## Leben
Auslander wuchs jüdisch orthodox auf und besuchte parallel zur High School eine Jeschiwa.
Seinen literarischen Durchbruch erlangte er 2007 mit seinen Memoiren Foreskin's Lament (dt.: Eine Vorhaut klagt an), in dem er humoristisch seine Kindheit und Jugend im streng religiösen Umfeld verarbeitet. Auslander entwickelte und schrieb die Fernsehserie Happyish, die 2015 auf dem Fernsehsender Showtime ausgestrahlt wurde.
Auslander schreibt regelmäßig Kolumnen und Kurzgeschichten, die unter anderem in der New York Times, dem New Yorker und im Guardian erscheinen.
Er lebt mit seiner Frau, der Künstlerin Orli Auslander, und seinen zwei Kindern in Los Angeles.

## Werke
- Beware of God, New York: Simon & Schuster, 2005. ISBN 0-7432-6456-8.
  - Übersetzung: Vorsicht, bissiger Gott, Berlin Verlag, Berlin 2007, ISBN 978-3-8333-0459-0.
- Foreskin's lament. A Memoir, New York : Riverhead Books, 2007. ISBN 978-1-59448-955-6.
  - Übersetzung: Eine Vorhaut klagt an. Berlin Verlag, Berlin 2008, ISBN 978-3-8270-0772-8.
- Hope: A Tragedy, New York: Riverhead Books, 2012, ISBN 978-1-4472-0766-5.
  - Übersetzung: Hoffnung. Eine Tragödie. Berlin Verlag, Berlin 2013, ISBN 978-3-8270-1078-0.
- Mother for Dinner, New York: Riverhead Books, 2020. ISBN 978-1-59463-372-0.
- Feh. A Memoir, New York: Riverhead Books, 2024. ISBN 978-0-7352-1326-5.

## Filmografie
- 2015: Happyish (Fernsehserie)